# Celebrían
Celebrían je izmišljen lik iz Tolkienove mitologije, serije knjig o Srednjem svetu britanskega pisatelja J. R. R. Tolkiena.
Bila je vila iz Srednjega sveta. Po materini, Galadrielini strani je bila noldorka, po očetu Celebornu pa je imela sindarske korenine. Poročila se je z Elrondom, s katerim sta imela dva sinova in hčerko Arwen.
```
       
Finwë
 = 
Indis

             |
       --------------
       |            |
   
Fingolfin
     
Finarfin
 = 
Eärwen

                          |
         ------------------------------
         |          |         |       |
      
Finrod
      
Angrod
   
Aegnor
   
Galadriel
 = 
Celeborn

                    |                         |
                 
Orodreth
                  
Celebrían
 = 
Elrond

                    |                                |
                 --------                     ----------------------
                 |      |                     |         |          |  
           
Gil-galad
 
Finduilas
             
Elladan
    
Elrohir
    
Arwen
 = 
Aragorn

                                                                       |
                                                                    
Eldarion
```